# Bandsjön
Bandsjön är en sjö norr om Riseberga i Klippans kommun i Skåne och ingår i Rönne ås huvudavrinningsområde. Sjön är 7,9 meter djup, har en yta på 0,021 kvadratkilometer och befinner sig 42,5 meter över havet. Vid provfiske har abborre, sarv och sutare fångats i sjön.
Sjön avrinner till Rönneå. Bandsjön är en av kommunens badplatser med badbrygga och grillplats. 